# Ангренський ВТТ
Ангренський ВТТ (рос. АНГРЕНСКИЙ ИТЛ, Ангренлаг, Ангренстрой) — підрозділ в системі ГУЛАГ, оперативне керування якого здійснювало Головне управління таборів залізничного будівництва. Організований 02.04.45 ; закритий 13.02.46.

Дислокація: Узбецька РСР, м.Ташкент.

Начальник — п/п ГБ Макаров І. Д.

## Виконувані роботи
- буд-во Ангренського вугільного розрізу,
- роботи по відведенню р. Ангрен і буд-ву залізничного і шосейного мостів,
- буд-во центр. хутрових майстерень, паровозного депо, цегельного з-ду, нової електростанції, брикетної ф-ки, житла і культурно-побутових об'єктів.